# Campinas
Campinas (IPA: [kɐ̃ːˈpinɐs]) este un oraș în São Paulo (SP), Brazilia.

## Personalități născute aici
- Capitão Contar (n. 1983), politician.

1. ↑   https://www.todapolitica.com/eleicoes-2016/jonas-donizette/ Lipsește sau este vid: |title= (ajutor)